# Première circonscription de Chiro
La première circonscription de Chiro est une des 177 circonscriptions législatives de l'État fédéré Oromia, elle se situe dans la Zone Ouest Hararghe. Son représentant actuel est Mohammed Ali Ibrahim.